# Zora Šemberová
Zora Šemberová (13. března 1913 Vyškov – 8. října 2012 Adelaide) byla česká tanečnice, taneční pedagožka (lidového a klasického tance, hereckého výrazu a pantomimy), choreografka (zvláště v činohře, opeře, filmu a pantomimě), zakladatelka a umělecká vedoucí souboru Australian Mime Theatre (A.M.T). Působila v Brně (Zemské divadlo), v Praze (Národní divadlo, taneční oddělení Konzervatoře Praha, Laterna magika) a v australském Adelaide (Flinders University).
V letech 1922–1928 a poté v letech 1932–1941 byla sólistkou Zemského divadla v Brně a v letech 1928–1932, poté 1943–1959 i sólistkou Národního divadla v Praze. Mezi tím působila jako sólistka v pražském Novém německém divadle či v pařížském Gaumont-Palace. Patřila k nejvýznamnějším interpretačním osobnostem českého tanečního umění. Zemřela 8. října 2012.

## Život
Narodila se do učitelské rodiny Jana Šembery a Františky Dušky Šemberové (rozené Starnovské). Její bratr Mirko Šembera působil jako právník. Sestra Šárka (provdaná Tesaříková) byla hudebnicí. V roce 1947 se provdala za lékaře MUDr. Václava Holuba, manželství trvalo do roku 1963. Během manželství se jim narodila dcera Pamela, která vystudovala herectví. Od roku 1968 žila trvale v Adelaide v Austrálii, kam původně odjela na pozvání Flinders University na krátkodobý pobyt. Vzhledem k okupaci Československa se rozhodla i s dcerou Pamelou nevrátit a v Austrálii se usadila. Z důvodu "nepovolené emigrace", se její jméno nesmělo v době normalizace objevovat v žádných publikacích. Změna nastala až po roce 1989, kdy byla rehabilitována a Českou republiku několikrát navštívila. Spolu se svým partnerem profesorem Jensem Rainerem Radokem, bratrancem režiséra Alfreda Radoka, poměrně hodně cestovala, v letech 1981–1986 žila v thajském Bangkoku.

## Profesní školení a vzdělávání
V dětském věku navštěvovala brněnské soukromé studio Madame Gugenmotz, od roku 1921 pokračovala v profesním školení u baletního mistra Jaroslava Hladíka v Zemském divadle v Brně. Vzdělávala se v oboru klasický tanec u Olgy Preobraženské v Paříži v letech 1930–32 a znovu pak 1936–37, kdy se tam učila u Madame de Sèverac též španělské tance a hru na kastaněty. V roce 1934 absolvovala v Brně kurz taneční pedagogiky (se zaměřením na rytmickou gymnastiku, součástí studia byla i anatomie). V témže roce odjela na prázdninový kurz školy Rosálie Chladek v německém Hellerau-Laxenburgu, kde pak pokračovala ve studiu novodobého tance, současně si udržovala techniku klasického tance návštěvou tréninků ve Vídni. V roce 1941 se zdokonalovala v Berlíně u Tatiany Gsovski, po válce navštěvovala lekce zdravotní gymnastiky u PhDr. Heleny Vojáčkové. V letech 1970 a 1973 studovala pantomimu ve školách Etienna Decroux a Elly Jarosewicz v Paříži.

## Kariéra tanečnice v baletních souborech

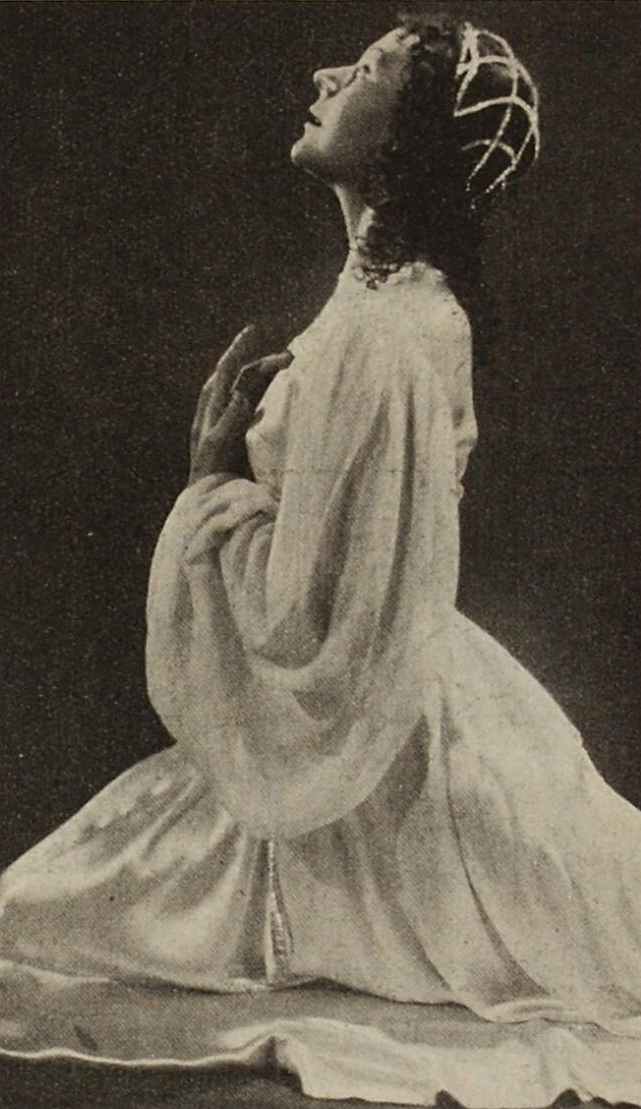
Zora Šemberová jako Julie (Sergej Sergejevič Prokofjev: Romeo a Julie), Brno, 1938

Jako tanečnice působila ve dvou trvalých angažmá, v Zemském divadle v Brně a v Národním divadle v Praze, krátkodobě i v Paříži. Do Zemského divadla v Brně byla přijata v roce 1921 jako elévka, v letech 1922–1930 jako členka baletního sboru, od roku 1932 do roku 1941, (kdy bylo divadlo nacisty uzavřeno), jako sólistka baletu. Tančila v choreografiích Jaroslava Hladíka, Máši Cvejičové, Emericha Gabzdyla a Ivo Váni-Psoty, v řadě význačných děl, která měla v Brně tehdy svou světovou premiéru (např. Hry o Marii B. Martinů a Romeo a Julie Sergeje Prokofjeva). V Brně se profilovala jako všestranná interpretka, což dokázala v roli Smrti v baletu Vítězslava Nováka Signorina Gioventù (premiéra 14. října 1937, chor. Ivo Váňa-Psota). Uměleckým vrcholem jejího brněnského angažmá se stala role Julie v Prokofjevově první verzi baletu Romeo a Julie, taktéž v choreografii Ivo Váni-Psoty (premiéra 30. prosince 1938). V Brně tančila ve více než čtyřiceti inscenacích baletního, operního i činoherního repertoáru. Angažmá v Národním divadle v Praze, ve kterém byla jako sólistka baletu s povinností sboru od roku 1943 do jeho uzavření nacisty v roce 1944 a pak následně v letech 1945–1959 jako sólistka, jí už ve srovnání s Brnem nepřineslo tolik významných příležitostí. Nejvíce z její všestrannosti a výrazové zralosti dokázal využít Saša Machov, pod jehož vedením nastudovala další emblematickou roli Viktorky ve stejnojmenném baletu Zbyňka Vostřáka (světová premiéra 30. června 1950). V Machovově choreografii nastudovala také roli Tao-Choa v Glierově Rudém máku, kterou před tím tančila v Brně ve verzi Ivo Váni-Psoty. Následně byly využívány zejména její znalosti a schopnosti z oboru lidových a charakterních tanců. Celkem zde jako tanečnice účinkovala ve třicítce inscenací.

## Choreografická činnost
Zájem o choreografii projevila již v Brně, nejprve při tvorbě vlastních tanců a výstupů a poté v činohře (např. 1941 v Lermontově Maškarádě, režie K. Jernek). Choreografie se stavěla poté pro společné taneční koncerty s Mirou Figarovou v době, kdy bylo Zemské divadlo zavřeno a dále pak s Laurette Hrdinovou a Jelizavetou Nikolskou v Praze a dalších městech v době protektorátu. Po osvobození se účastnila společné choreografie Nedbalovy Pohádky o Honzovi (22. února 1946) spolu s O. Dragovičovou, A. Landou, M. Zlochovským (vytvořila obrazy v 1. aktu a finále). Dále pak choreografovala představení pro Pražskou konzervatoř (např. 1947 Kostěj Nesmrtelný Rimského-Korsakova). V té době se také intenzivně zabývala lidovou taneční kulturou, což zúročovala i při tvorbě choreografií (např. Janáčkovy Lašské tance, 1949). Nejvíce spolupracovala s režiséry B. Hrdličkou, F. Pujmanem, V. Kašlíkem a A. Radokem. V roce 1959 se stala choreografkou a vedoucí taneční skupiny Laterny magiky, kde dále pokračovala její spolupráce s A. Radokem, ale jen krátce – po neschválení zájezdového programu (zejména části Otevírání studánek B. Martinů v roce 1960), museli oba z Laterny magiky odejít. Mimo Laternu magiku se však sešli při tvorbě představení ještě několikrát (naposledy v roce 1966). Spolupracovala také s filmem (Proti všem Otakara Vávry, Psohlavci Martina Friče atd.).

## Pedagogická činnost
Taneční pedagogika ji zajímala již od mládí, v Brně vedla krátce i svou soukromou školu. Po roce 1945, kdy došlo k založení tanečního oddělení Pražské konzervatoře, začalo její dlouhodobější pedagogické působení. Vyučovala lidový a od roku 1949 i klasický tanec, a to do roku 1968. Od roku 1968 vyučovala na dramatickém oddělení Flinders University v Adelaide pohybovou výchovu pro herce, základy klasického tance a posléze i pantomimu. Jako pedagog byla velmi ceněna zejména pro schopnost nadchnout studenty pro hloubku uměleckého výrazu. Zasloužila se o vydání knihy Jarmily Kröschlové Výrazový tanec v anglickém jazyce (2000, Currency Press, Sydney).

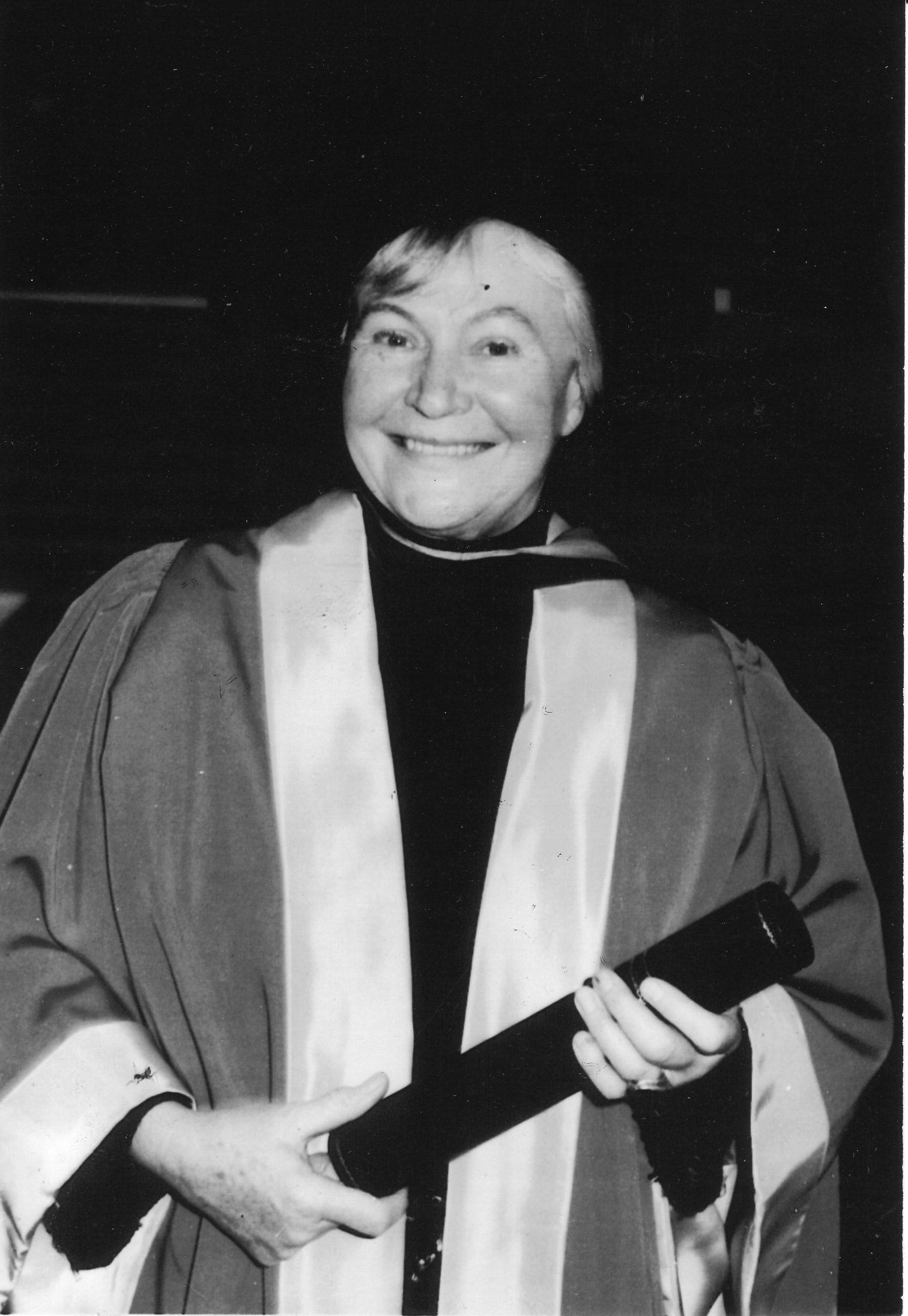
Zora Šemberová s čestným doktorátem, který obdržela v roce 1970 na Flinders University v Austrálii.

## Vybrané role
- Julie v baletu Romeo a Julie, chor. Ivo Váňa Psota (Zemské divadlo v Brně 1938)
- Viktorka v Viktorka (Národní divadlo v Praze 1950)
- Zobeida v Šeherezáda, chor. Marina Olenina Dragovičová (Národní divadlo v Praze 1946)
- Kalliopé v Apollon musagète, chor. Máša Cvejičová (Zemské divadlo v Brně 1933)
- Krasavice v Marnotratný syn, chor. Máša Cvejičová (Zemské divadlo v Brně 1933)
- Tao Choa v Rudý mák, chor. Máša Cvejičová (Zemské divadlo v Brně 1935)
- Mlynářka v Třírohý klobouk, chor. Ivo Váňa Psota (Zemské divadlo v Brně 1938)
- Cikánka v Petruška, chor. Ivo Váňa Psota (Zemské divadlo v Brně 1940)
- Vévodkyně v Šípková Růženka, chor. Saša Machov (Národní divadlo v Praze 1948)
- Marie Antoinetta v Plameny Paříže, chor. Luboš Ogoun (Národní divadlo v Praze 1956)
- Raguna v Labutí jezero, chor. Ivo Váňa Psota a Máša Cvejičová (Zemské divadlo v Brně 1941)
- Melpomené v Prometheus, chor. Jelizaveta Nikolská (Národní divadlo v Praze 1943)
- Otrokyně v Polovecké tance, chor. Marina Olenina Dragovičová (Národní divadlo v Praze 1946)
- duet v Slovanské tance, chor. Ivo Váňa Psota (Zemské divadlo v Brně 1938)
- duo Pastorale v Carmen, chor. Saša Machov (Národní divadlo v Praze 1947)
- Bakhanský tanec v Spartakus, chor. Jiří Blažek (Národní divadlo v Praze 1957)
- účinkování v Sylfidy, chor. Máša Cvejičová (Zemské divadlo v Brně 1935)

## Ceny a vyznamenání
- 1950 1. cena kategorie sólistů za titulní roli Viktorky v celostátní soutěži Divadelní žatva
- 1968 titul zasloužilá umělkyně (Praha)
- 1979 čestný doktorát na Flinders University v Adelaide (Adelaide)
- 1999 cena Thálie za celoživotní mistrovství (Praha)
- 2005 cena Gratias agit za šíření dobrého jména České republiky v zahraničí
- 2007 ocenění Významná česká žena ve světě[3]
- 2008 cena ministerstva kultury Artis Bohemiae Amicis za šíření dobrého jména české kultury

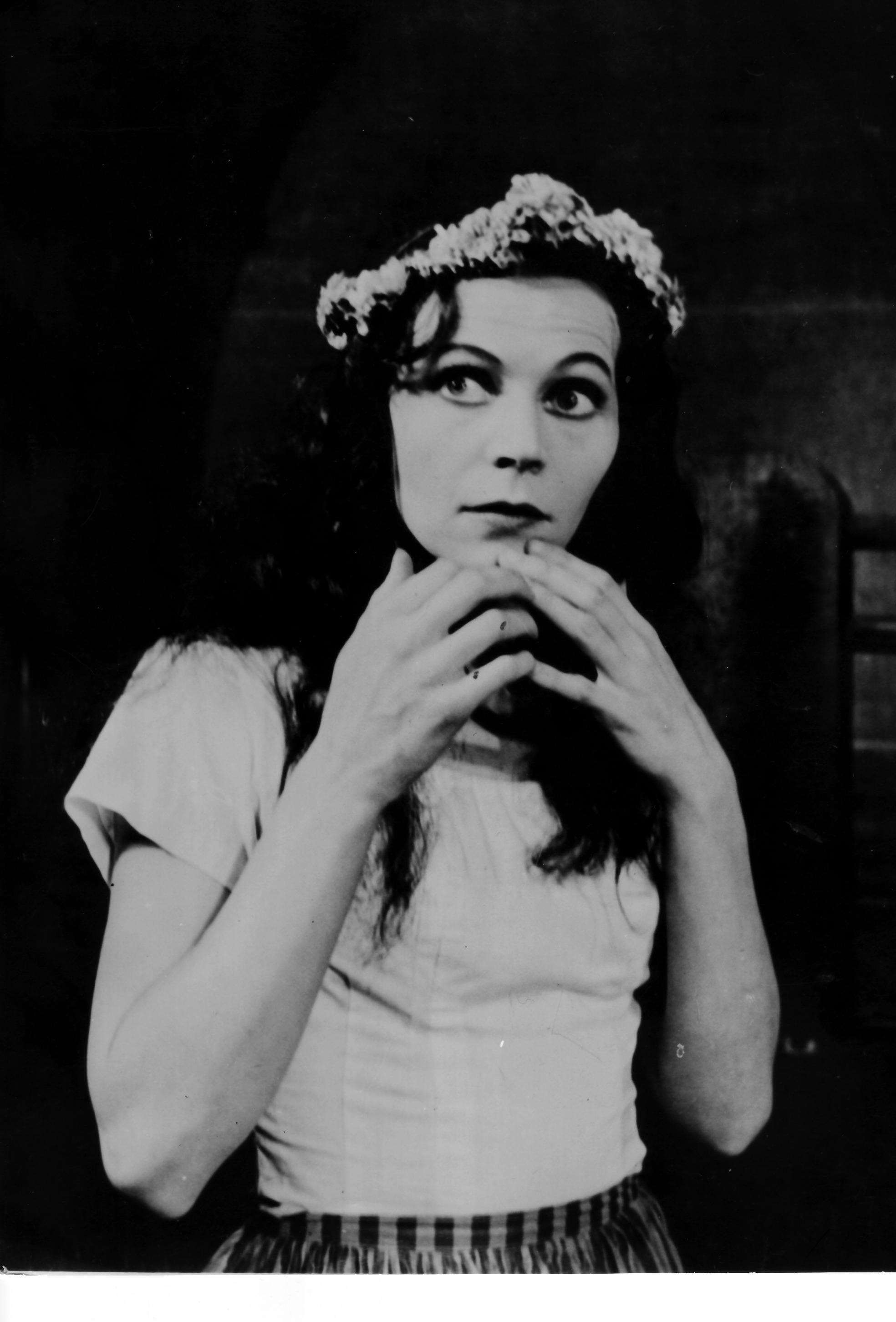
Zora Šemberová v roli Viktorky
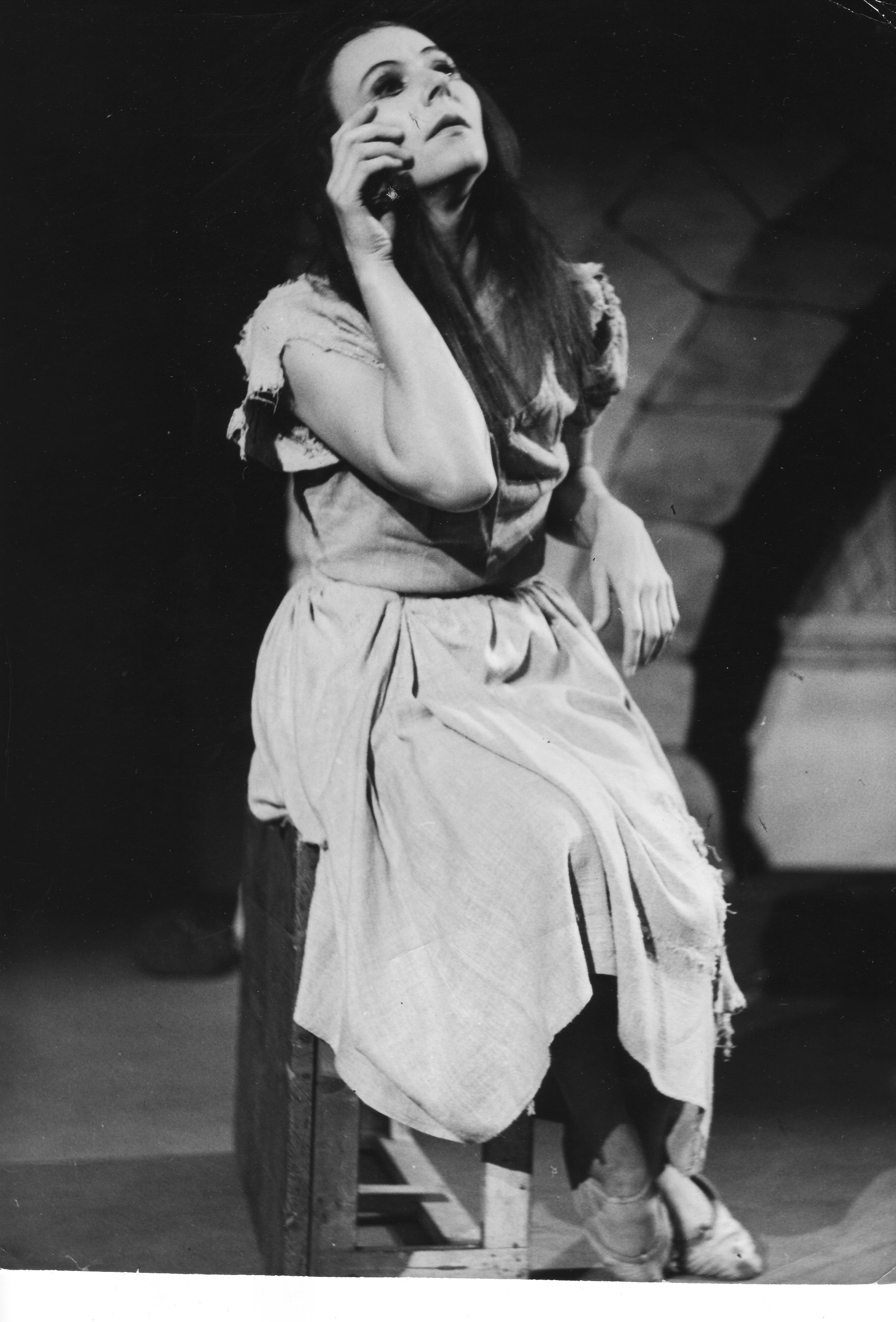
Zora Šemberová v roli Viktorky. Scéna ve chvíli, kdy Viktorka pláče po vhození dítěte do splavu
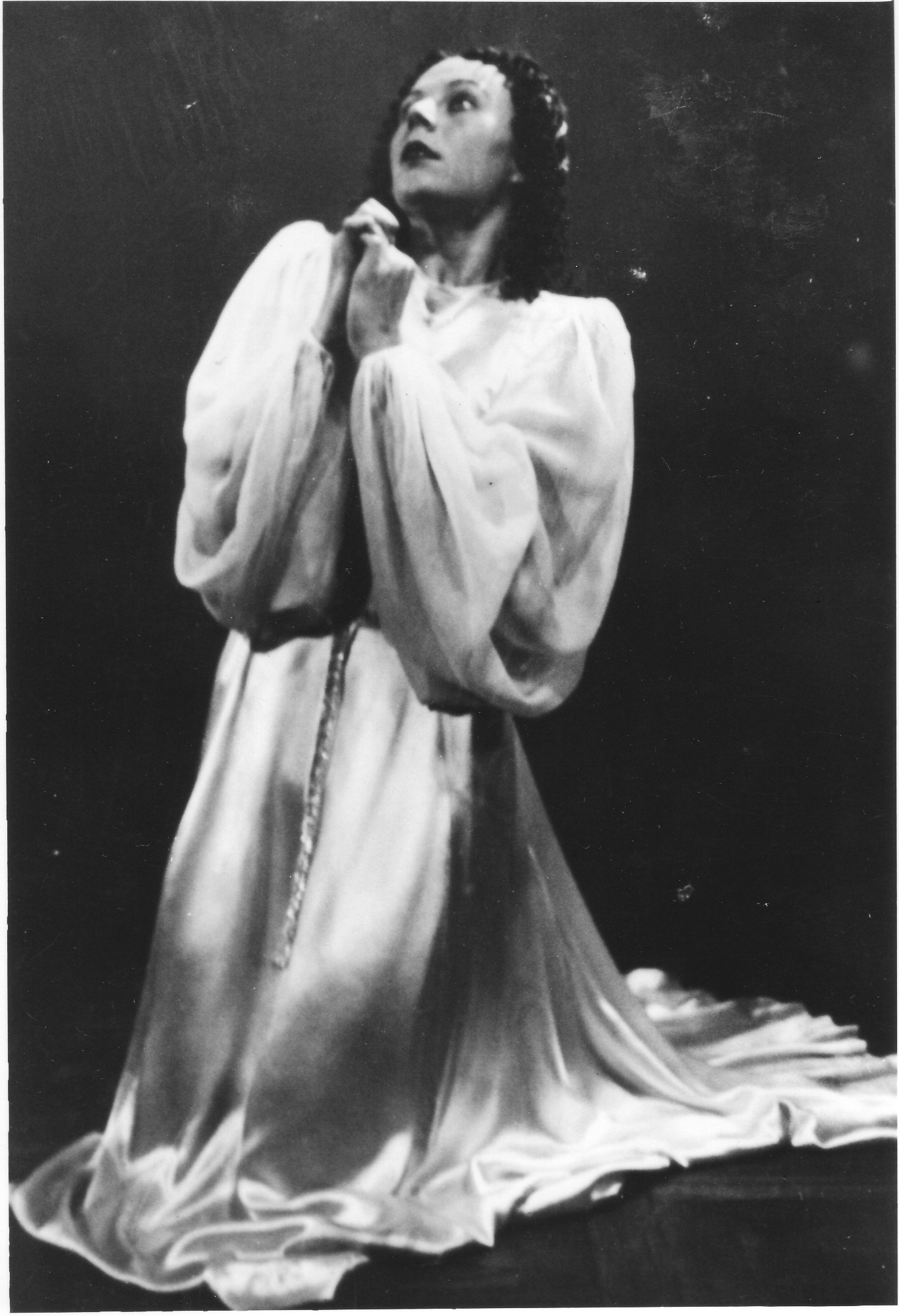
Zora Šemberová v roli Julie v baletu Romeo a Julie, choreograf Ivo Váňa Psota
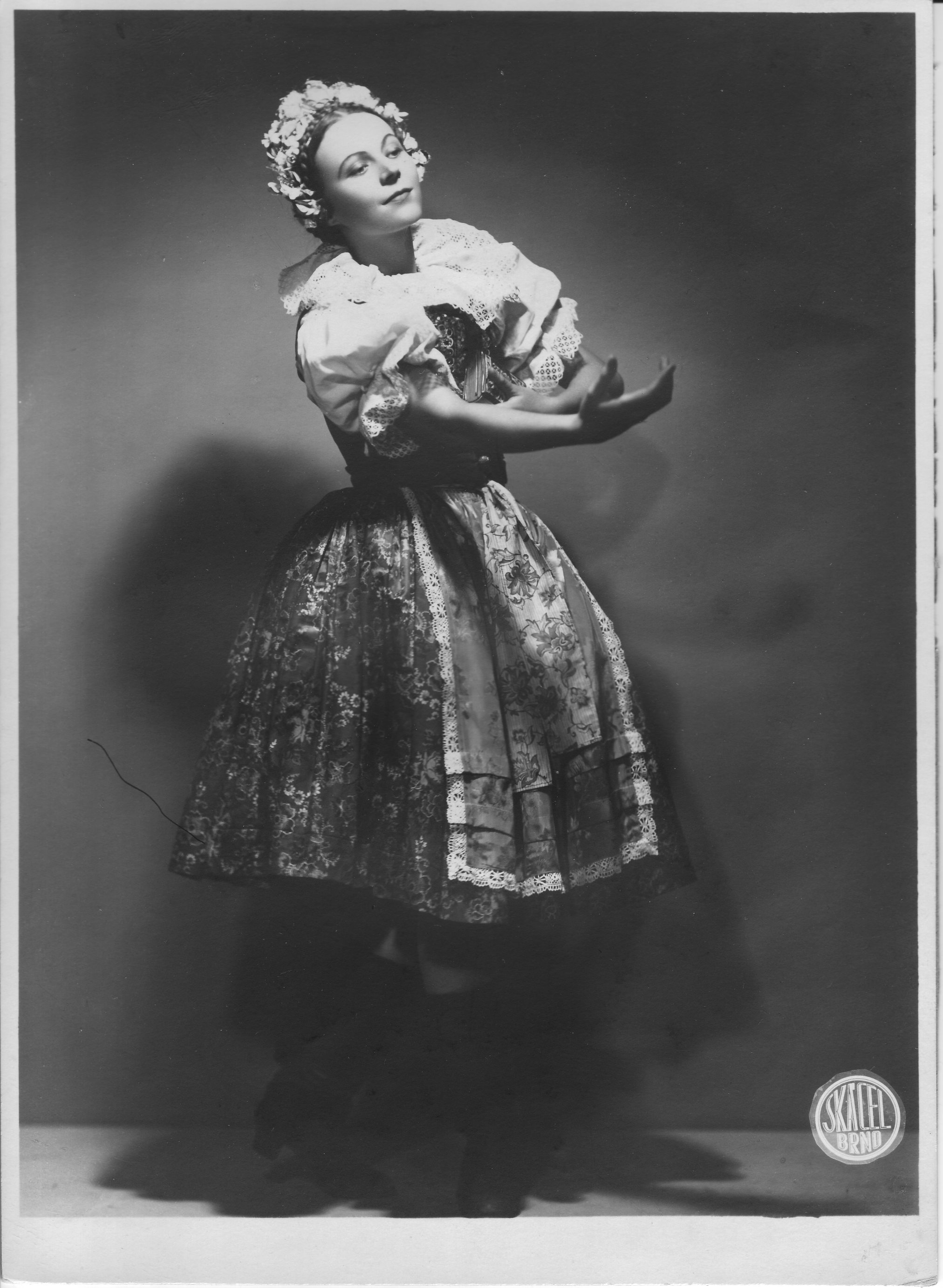
Zora Šemberová ve Slovácké suitě Vítězslava Nováka, Zemské Divadlo v Brně 1940
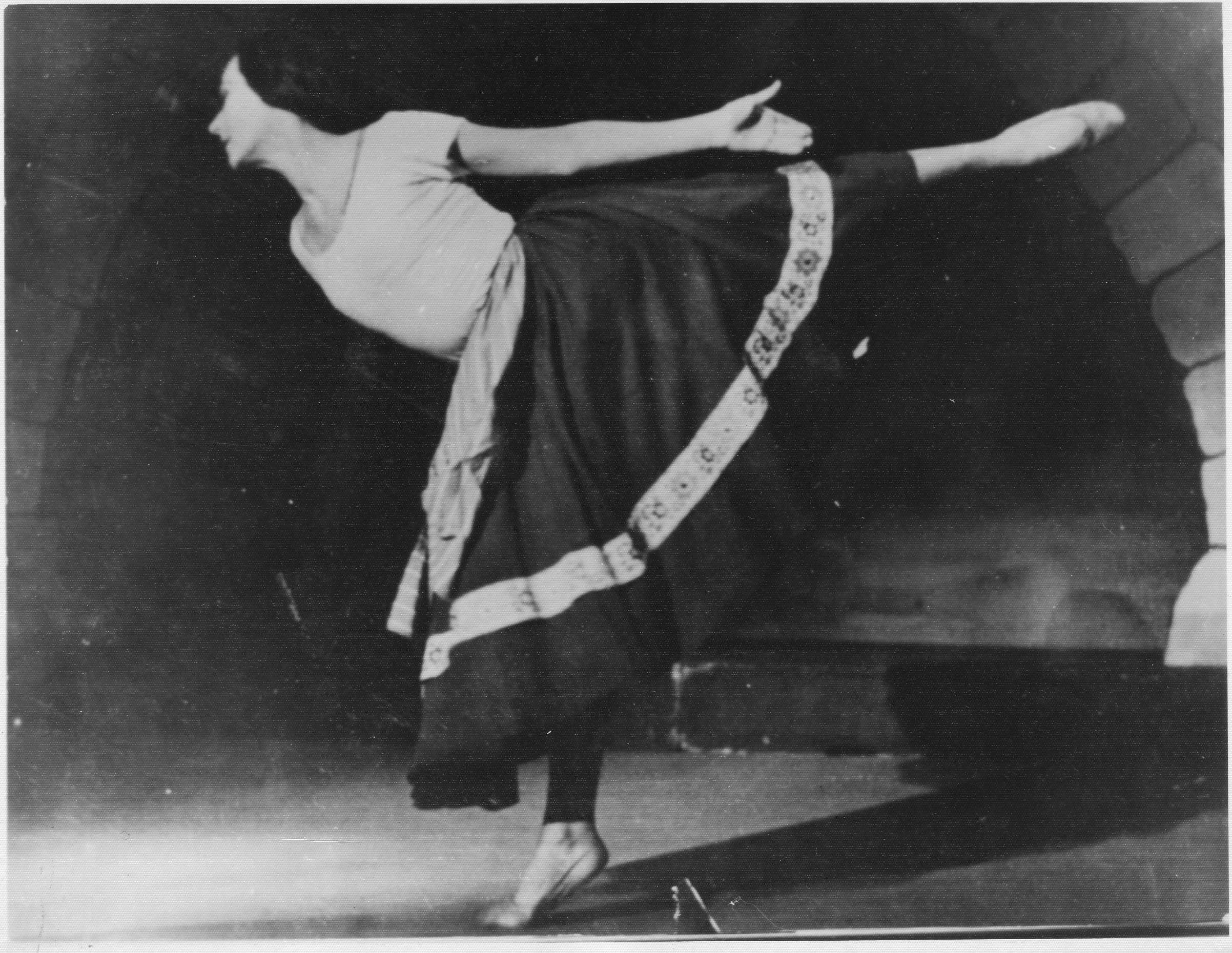
Zora Šemberová v roli Viktorky - I. obraz
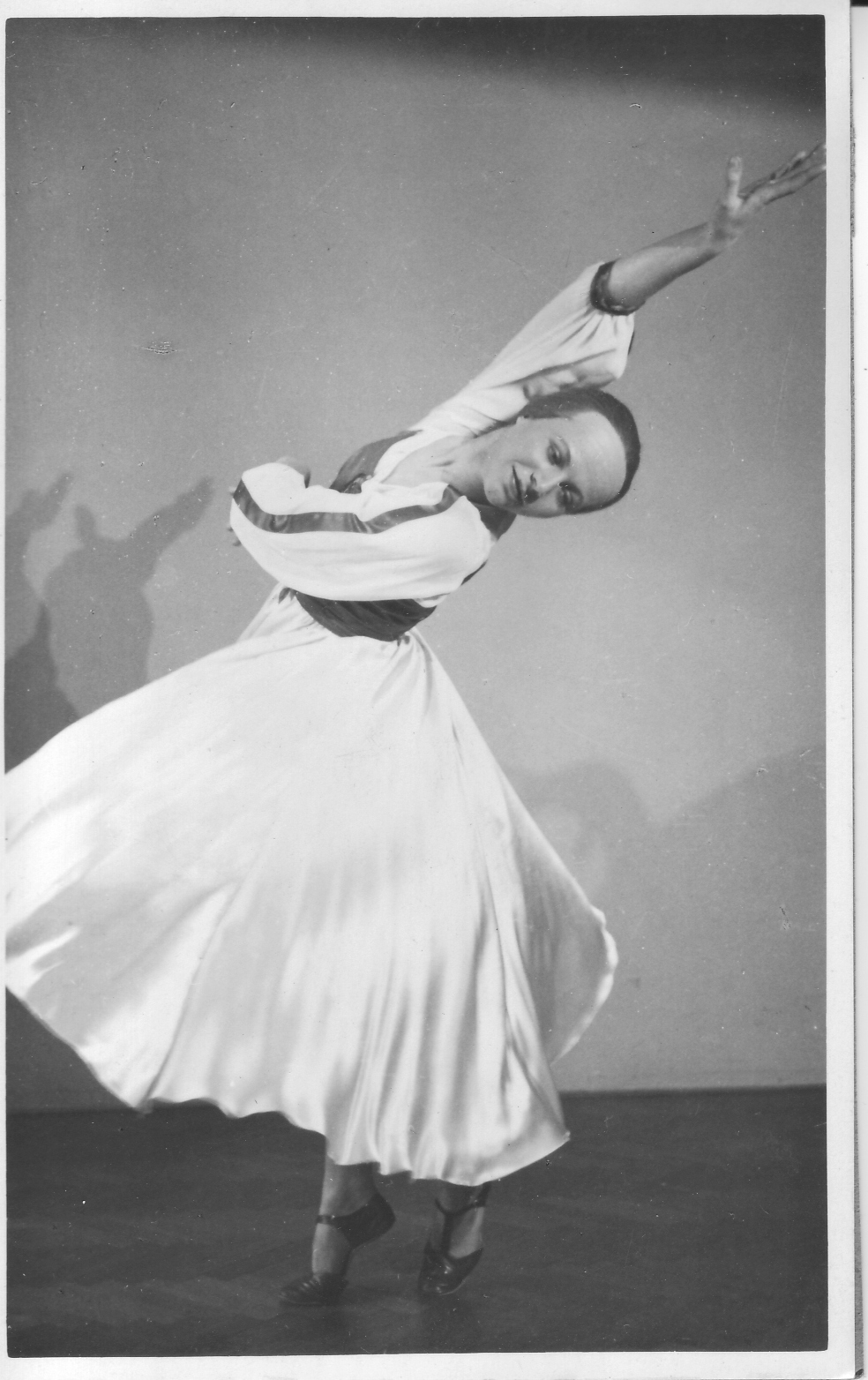
Zora Šemberová v představení Hry o Marii od Bohuslava Martinů